# Xanthorhoe montanata
Thảm nền bạc (Xanthorhoe montanata) là một loài bướm đêm thuộc họ Geometridae. Nó có mặt ở khắp miền Cổ bắc, Cận Đông và North Châu Phi.
Sải cánh dài 29–33 mm.

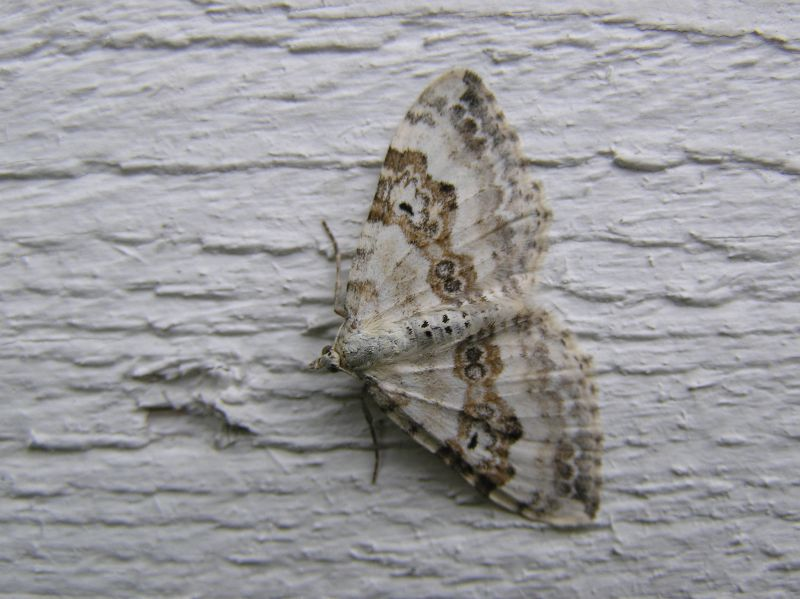

1. ^ Mùa bướm bay ở đây là ở British Isles. Ở các khu vực phân bố khác có thể khác.

## Hình ảnh

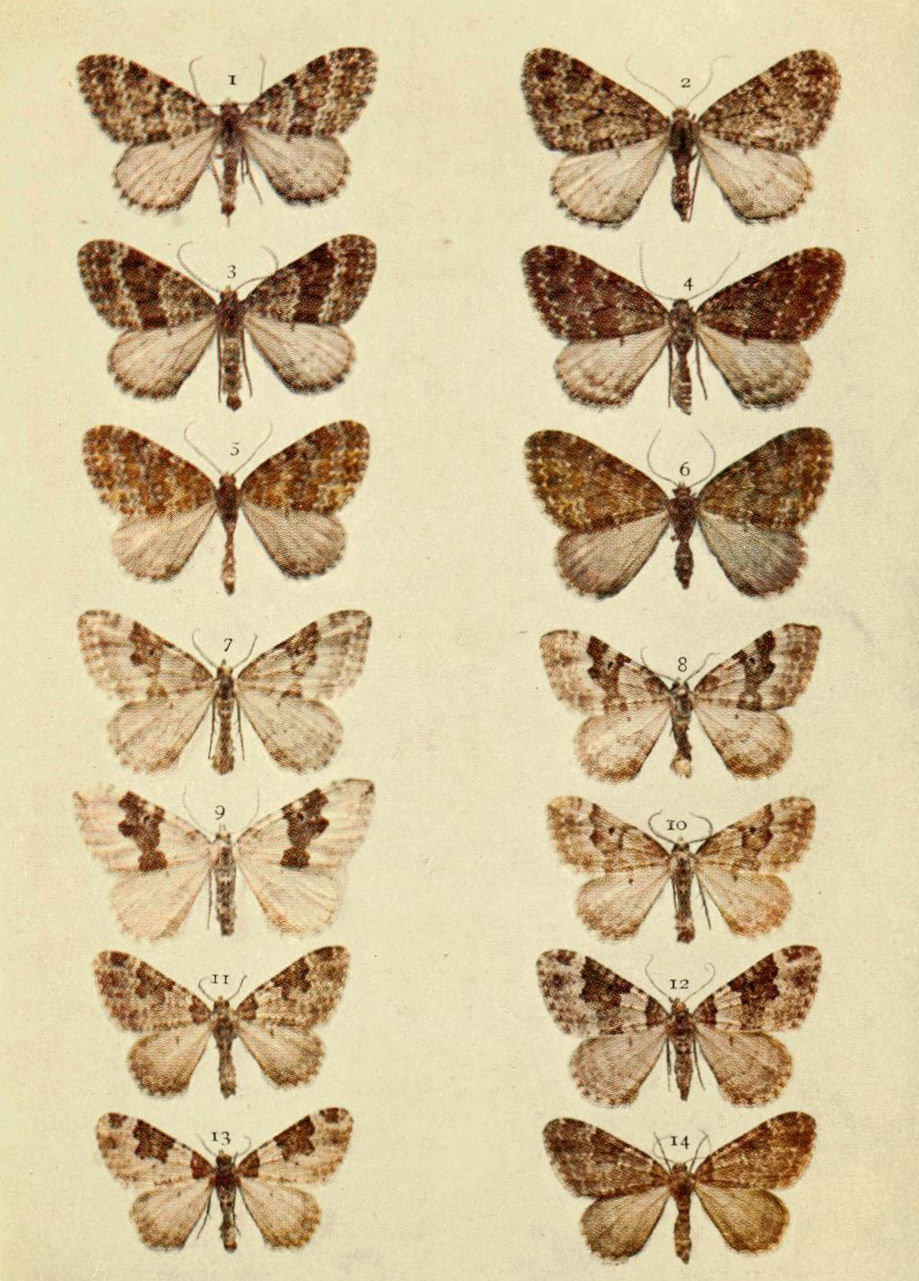
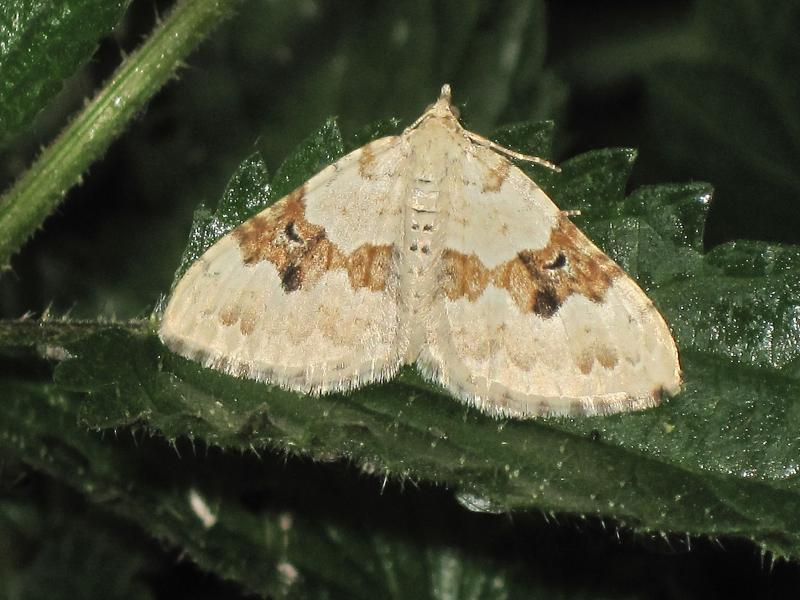
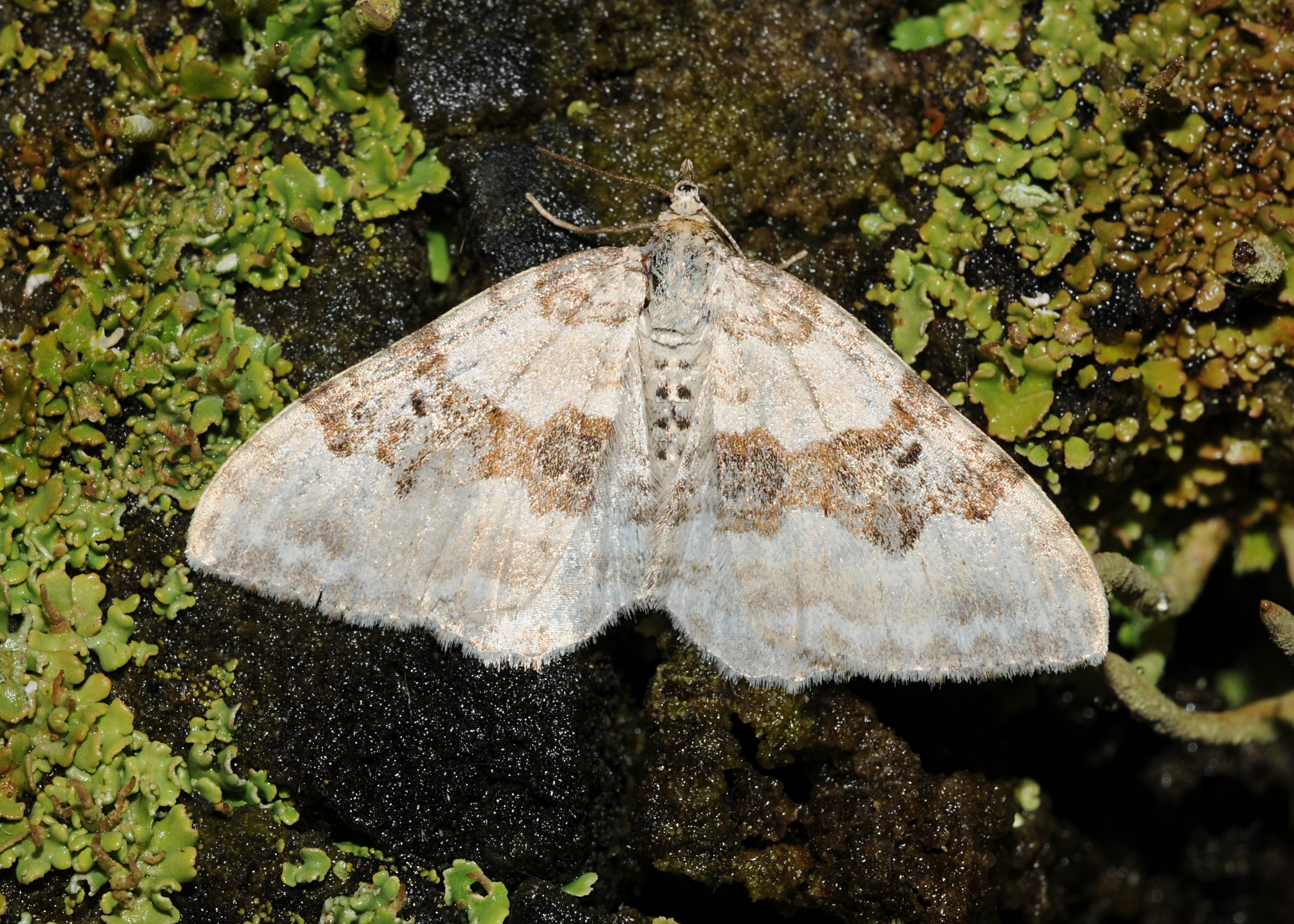
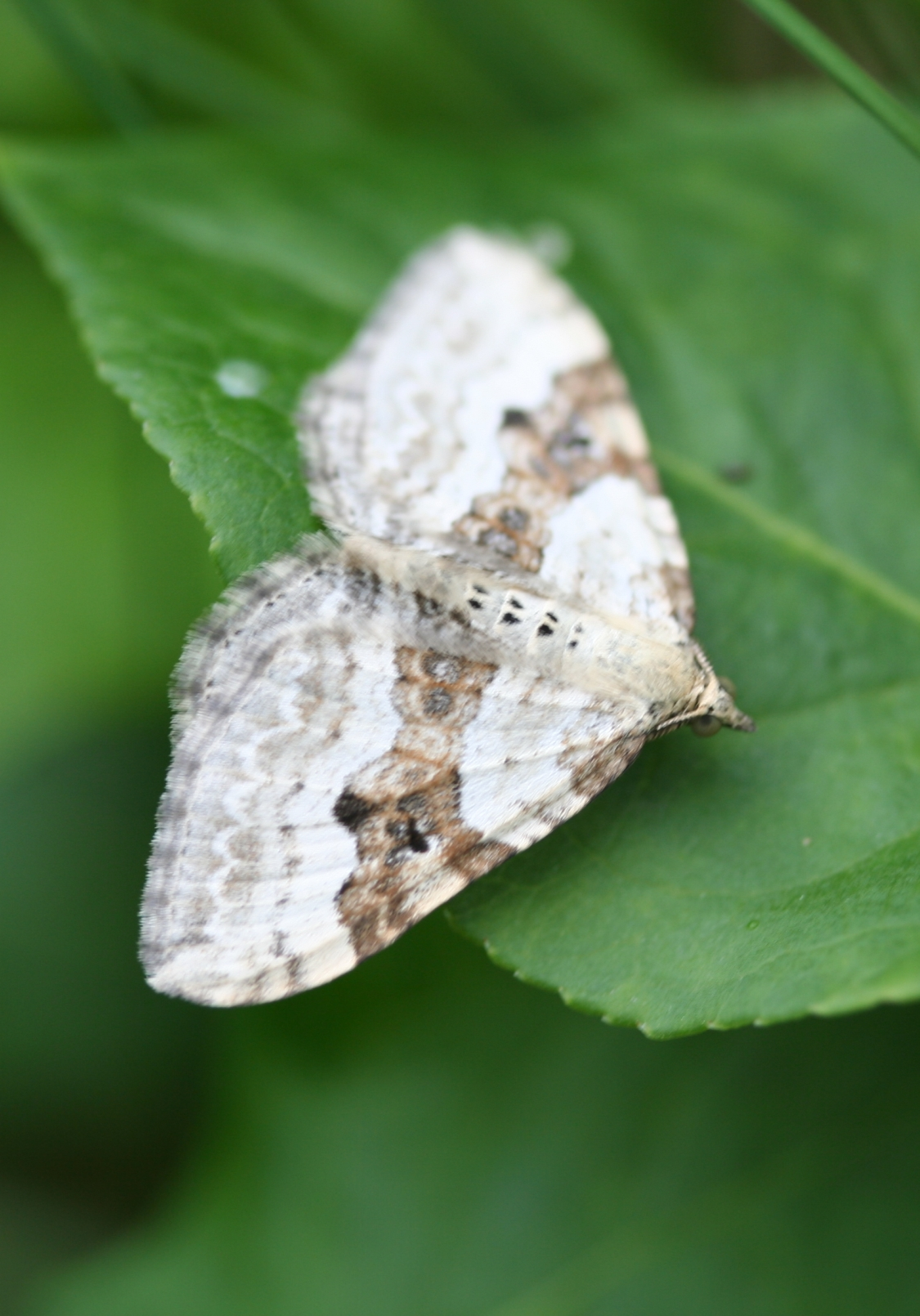

## Phân loài
- X. m. iberica
- X. m. lapponica
- X. m. montanata
- X. m. shetlandica